# Lesya Ukrainka
Larysa Petrivna Kósach Kvitka, seudónimo Lesya Ukraínka (ucr. Лари́са Петрі́вна Ко́сач-Кві́тка / Ле́ся Украї́нка / Lesya Ukrayínka y Lesia Ukrayínka) (13 (25) de febrero de 1871, Novograd-Volynsky, Gobernación de Volinia, Imperio Ruso — 19 de julio (1 de agosto) de 1913, Surami, Gobernación de Tiflis, Imperio Ruso) — fue una de las escritoras más famosas de la literatura ucraniana que destacó en géneros muy variados, desde el narrativo, lírico, dramático hasta el épico y periodístico. Asimismo, participó en el ámbito folclórico con la grabación de unas 220 melodías populares y en el movimiento nacional ucraniano. Se la considera como un símbolo de la lucha y fuerza de voluntad, puesto que a pesar de estar gravemente enferma, pudo seguir creando sus obras maestras y nunca abandonó ni la esperanza ni las ganas de vivir. Es de hecho una de las escritoras más famosas de la nación que logró mostrar la belleza de la lengua ucraniana, mientras que ésta se encontraba subyugada por su homóloga rusa.

## Biografía
Nació el 25 de febrero de 1871 en Novograd-Volynsky, Gobernación de Volinia (ahora Zvyáhel, Ucrania). Su madre, Olena Petrivna Drahománova-Kósach, conocida bajo el pseudónimo artístico Olena Pchilka, escribió un sinfín de poesías y cuentos infantiles en la lengua ucraniana, lo que le trajo mucha fama como escritora.  Asimismo, fue un miembro del movimiento feminista y publicaba un almanaque llamado Primera Pancarpia. Su padre fue un terrateniente con una gran formación académica, amante de la literatura y la pintura. La infancia de Lesya transcurrió en la comunidad de Volinia: en las ciudades de Zvyahelen, Lutsk y en el pueblo de Kolodyazhne.
En casa de la familia Kósach a menudo se reunían escritores, pintores y músicos, se organizaban tertulias y conciertos "caseros". El tío de Lesya (así le llamaban cariñosamente los familiares, con lo cual, este nombre se convirtió en su pseudónimo artístico), Mykhailo Petróvych Drahománov, fue una persona con una gran sensibilidad literaria (además de ser un científico sublime),  por lo tanto, tuvo un papel muy importante en la formación de su sobrina ayudándole en calidad de crítico literario y folclorista.
Debido a una enfermedad crónica (tuberculosis osteoarticular), Lesya Ukraínka no pudo asistir a clases en el colegio. Por lo tanto, sus padres contrataron a unos profesores particulares para que instruyeran a la escritora y a su hermano, ya que este también decidió quedarse con la poetisa por el gran amor que le profesaba. Posteriormente, durante un tiempo Lesya estudió en la escuela de Oleksandr Murashka en Kiev. No obstante, luego tuvo que proseguir los estudios en su propia casa recibiendo una gran ayuda por parte de su madre, que no solo le ayudaba en materia académica sino también en plano humano educándola como a una persona fuerte y resistente al dolor sin el derecho a sucumbir al sufrimiento provocado por la enfermedad.  La huella de esta «paidei» se puede encontrar en cada obra de su ciclo poético el hombre solitario. 
Era una chica muy dotada para los idiomas, puesto que sabía muchas lenguas europeas, incluidas las eslavas (polaco, ruso, búlgaro, etc.), al igual que griego antiguo y latín, lo que demostraba su alto cociente intelectual. Su gran nivel de formación se observa en el hecho de que escribiera con tan solo 19 años un libro de texto para sus hermanas Historia antigua de los eslavos orientales (publicado en Yekaterinoslav en el año 1918). Asimismo, Larysa dedicaba una gran parte de su tiempo a la tarea traductológica (tradujo varias obras de Nikolái Gógol, Adam Mickiewicz, Heinrich Heine, Victor Hugo, Homero, etc.). 
Obligados por la enfermedad de la escritora, la familia viajó con fines curativos a Alemania, el Imperio Austrohúngaro, Italia, Egipto. Asimismo, sus frecuentes estancias en el Cáucaso y Crimea hicieron una gran huella en la poética de Lesya Ukraínka enriqueciendo sus obras y ampliando sus búsquedas artísticas. Durante sus viajes a Galitzia y posteriormente a Bukovyna (partes históricas del Oeste de Ucrania) conoció a muchas personas destacadas en la literatura nacional: Iván Frankó, Myjailo Pavlyk, Olga Kobylyanska, Vasyl Stefanyk, Ósyp Makovej, Natalia Kobrynska. También pasó mucho tiempo en la casa de su tío Dragománov en Sofía, cuyas visiones sociopolíticas marcaron las obras de la escritora. Lesya Ukraínka compartía un enorme vínculo emocional con Dragománov, por consiguiente, cuando este falleció de una manera trágica, el acontecimiento dejó una gran marca en muchos poemas de la autora.

### Sexualidad

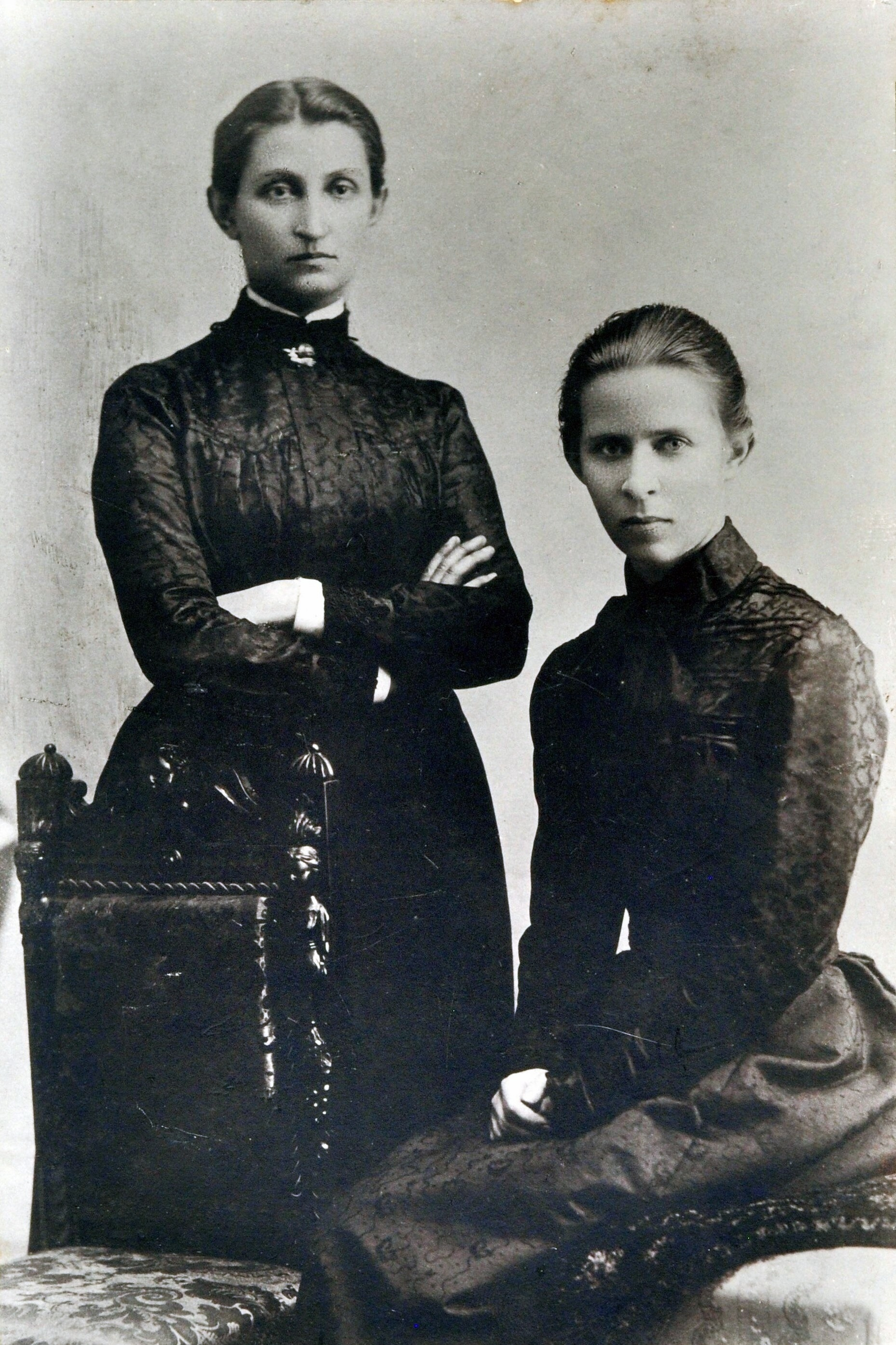
Lesya Ukrainka y Olha Kobylianska, 1901

La sexualidad de Lesya Ukrainka ha sido descrita como "un tema de debate entre los académicos literarios durante décadas" por la autora Maryna Kulakova, en particular su relación con Olha Kobylianska .  Las dos empezaron a escribirse en 1891,  y después de un encuentro en 1901 en Chernivtsi, comenzaron a escribirse pasajes íntimos.  La relación entre Lesya Ukrainka y Kobylianska se hizo más cercana tras la muerte de Miaržynski, mientras Kobylianska estaba lidiando con el rechazo de Osyp Makovei, quien no estaba interesado en el matrimonio.
La correspondencia entre Lesya Ukrainka y Olha Kobylianska llevó a ambas a desarrollar un lenguaje de género neutro, refiriéndose una a la otra como "alguien" (en ucraniano: хтось) para expresar sentimientos de amor. La profesora Anna Dżabagina ha comparado este lenguaje con el utilizado en los diarios de Anne Lister.  Dżabagina señala además que el uso de este lenguaje codificado tenía razones políticas; Lesya Ukrainka, que vivió en el Imperio ruso, era menos propensa a expresar abiertamente su sexualidad que Kobylianska, que vivió en el Imperio austrohúngaro.  Las cartas de la primera eran, sin embargo, explícitas al señalar su deseo de contacto físico, y en una ocasión escribió

Pensé en alguien y quise hablar con alguien […] y, sobre todo, quería sentarme, medio desnuda, en la cama de alguien, mientras ese alguien ya estuviera acostado, envuelto en una bufanda bajo el edredón, sintiéndose un poco somnoliento, pero sin querer dormirse del todo, con ojos negros y destellos dorados. Para que supiera que necesito a alguien que me levante el ánimo, porque mi espíritu muy a menudo se siente agobiado, aunque no por lo mismo que antes, sino por algo más amplio y también más pesado...

La relación entre Kobylianska y Lesya Ukrainka ha sido descrita como una "fantasía lésbica" por el estudioso literario Solomiya Pavlychko. La creciente atención a la relación entre las dos mujeres ha provocado una reacción homofóbica por parte de ciertos sectores del mundo académico ucraniano, así como lo que Dżabagina llama "straightwashing". Oksana Zabuzhko, por ejemplo, ha afirmado que la correspondencia era simplemente una consecuencia de las convenciones literarias de la época y que cualquier carácter íntimo es resultado de una reinterpretación por parte de lectores modernos "no preparados".

## Obra

### Poesía

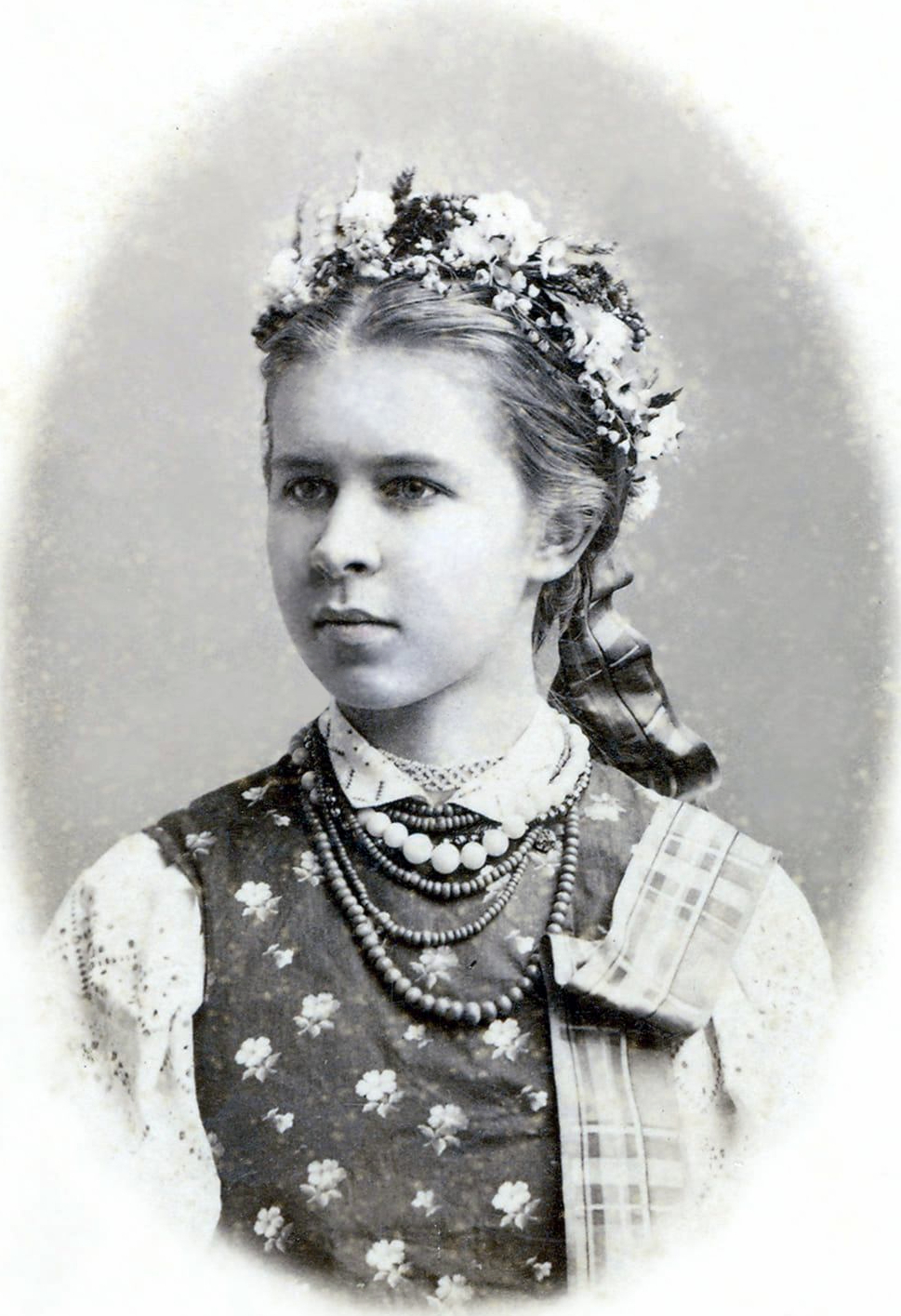
Lesya Ukraínka en 1887.

Lesya empezó a escribir a una edad muy temprana, dado que ya con 9 años tenía su primera poesía Esperanza (Nadíya) dedicada a su tía Oleksandra Sushkova. Por primera vez publicó sus dos poesías Lirio de los valles (Konvaliya) (1884) y Safo (Safo) (1884) en la revista Estrella (Zorya) en Lviv, donde en 1885 también salió a luz su libro de traducciones de Nikolái Gógol (en colaboración con su hermano Myjailo). 
La actividad literaria de Lesya Ukraínka se hizo más prominente a mediados de los años 80, cuando su familia se trasladó a Kiev, donde apoyada por Mykola Lysenko y Myjailo Starytsky, entró en el grupo literario Pléyade (Pleyada). En 1882 se publicó su traducción de Libro de canciones de Heinrich Heine en Lviv, donde en 1893 se divulgó su primera antología Libro de canciones (Knyga pisén), (cuya segunda edición se realizó en Kiev) y en 1899, la antología Pensamientos y sueños (Dumy i mriyi). En 1902 salió su tercer poemario Reseñas (Vídguky) en Chernivtsí. Lesya Ukraínka dedicó más de diez años a escribir lírica, gracias a lo cual cientos de poesías salieron de su pluma. No obstante, durante su vida pudo publicar solo la mitad de ellas. 
Lesya Ukraínka entró en la literatura ucraniana, en primer lugar, como la poeta del valor y de la lucha debido a que a pesar de su enfermedad siempre se mostró fuerte y esperanzada. Desde el punto de vista temático su obra es enormemente rica y se podría dividir(aunque la división resulta algo vaga) en personal, natural y social. Los temas que predominan en las poesías de su época temprana son la belleza de la naturaleza, el amor por el país, preocupaciones personales, la vocación del poeta, el papel de la palabra lírica y algunos elementos sociales. Asimismo, llama la atención esta gran sensibilidad tan inherente a sus obras, donde se versa sobre el deseo de vivir, la última esperanza a pesar de todos los detractores, al igual que de los sentimientos más profundos en el corazón de la autora. La temática de sus primeras poesías se ve especialmente influenciada por Tarás Shevchenko, Panteleimón Kulish, Myjailo Starytsky, Heinrich Heine y su tío Myjailo Drahománov (con el apodo artístico «el ucraniano» («ukrayinets»)).
Después de su época temprana Lesya Ukraínka da un paso más en lo que al aspecto calificativo se refiere, por consiguiente, la poesía Contra spem spero ya se caracteriza por una compresión clásica de la valentía (arete), un dominio excepcional de las alusiones mitológicas y una autocreación de la mujer-guerrera. Precisamente estos aspectos de sus obras han marcado durante años el estudio de su legado (lesyaísmo). Los mismos elementos se pueden apreciar en los poemas A los amigos (Do továryshiv), Un recuerdo para mi amiga (Továryshtsi na spomyn), Pecadora (Grishnytsya), Slavus — Sclavus, Fiat nox, Epílogo (Epílog) y muchos más. El tema de la libertad cobra en estos poemas unos matices de los más variables, desde la insurrección contra su compresión tradicional, impuesta por el imperio ruso, hasta su elección individual (modus vivendi), lo que significa descubrir la verdad y servirle. Por otra parte, la poetisa desprecia toda clase de traición que según ella se asemeja a la tragedia, y partiendo de la base clásica, tan presente en sus obras, al acto cometido por Medea. 
Lesya Ukraínka también ha consagrado una gran parte de su tiempo a los poemas líricos en los cuales encontramos el ensalzamiento de la pasión y un triunfo reprimido, relacionado con la imposibilidad de realizar su amor. Para la autora todos estos aspectos son elementos inherentes al amor caballeresco. La heroína poética en estas obras es un caballero que dedica canciones de amor a la dama de su corazón. Poesías tales como Quisiera abrazarte cual una hiedra (Hotila b ya tebe yak plyusch obnyaty), Tus cartas siempre huelen a rosas marchitas (Tvoyi lysty zavzhdy pahnut zov´yalymy troyandamy) son ditirambos mitológicos con una gran carga erótica, escritos en honor a una amante divina. 
El elemento épico, inherente a muchas poesías de la época más tardía de Lesya Ukraínka, se materializó en baladas, leyendas y poemas, donde la escritora acudió a los personajes de la historia mundial y de la mitología clásica, proyectándolos a los problemas actuales de una persona libre en un mundo de subyugados (Samsón; Roberto I Bruce, rey de Escocia; Vila, hermana (Vila, posestra); Solo la palabra (Odno slovo), etc.) y al papel desempeñado por el poeta en la lucha por esta libertad (Un cuento antiguo (Davnya kazka), Saúl, El milagro de Orfeo (Orfeyeve chudo), etc.)

### Teatro

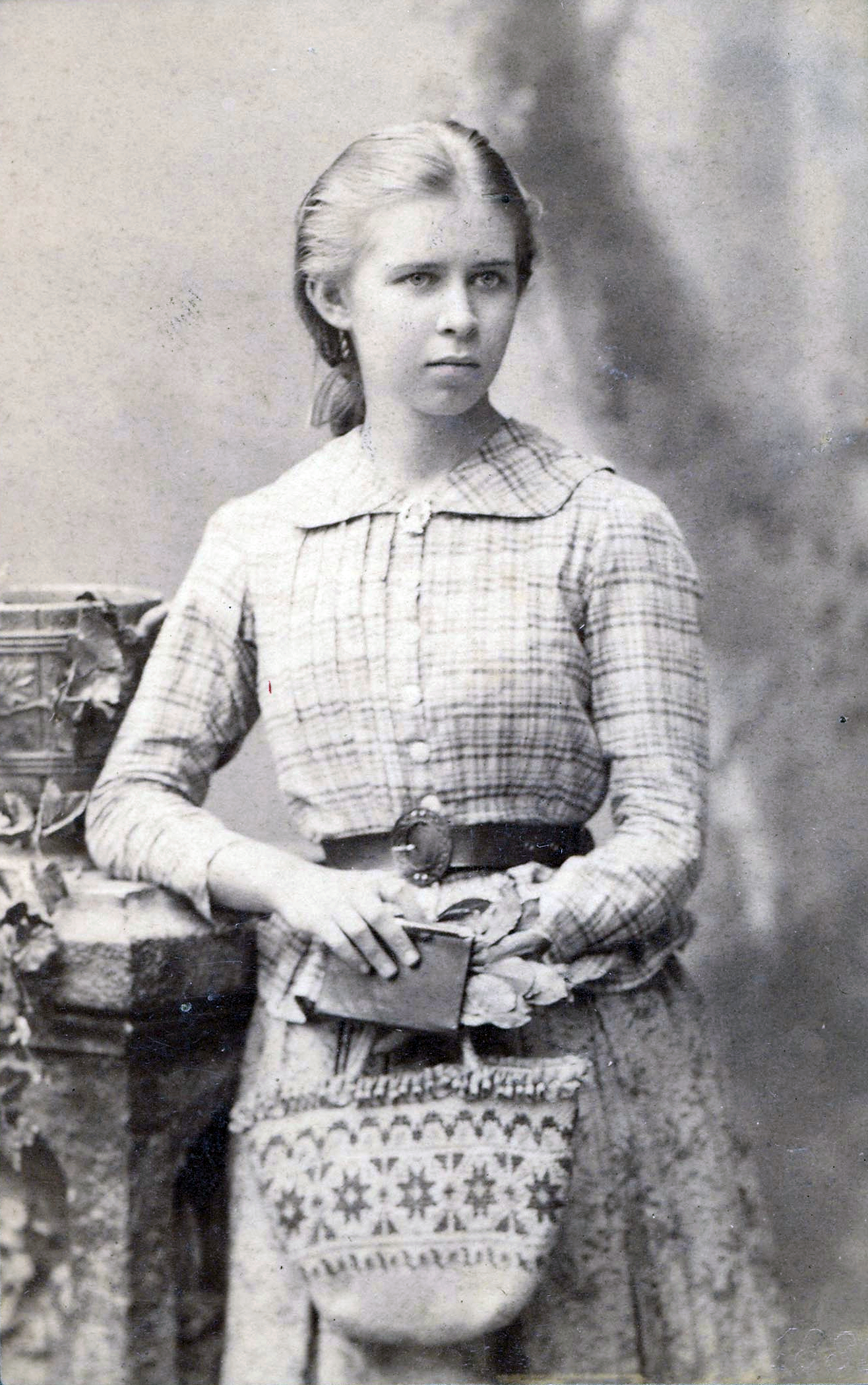
Lesya Ukraínka en 1888.

En la segunda mitad de los 90, Lesya Ukraínka dio un giro hacia el teatro. Su primer drama La rosa azul (Blakytna troyanda) (1896), ambientada en la vida de los intelectuales de la época, amplía la temática del teatro ucraniano utilizada hasta el momento, que reflejaba exclusivamente la vida de los campesinos. El discurso filosófico de este drama,  inspirado en las obras de Gerhart Hauptmann, trata no solo de la locura como una forma de libertad, sino también de cierta añoranza por el cuerpo. 
Posteriormente, al igual que en la poesía, Lesya Ukraínka dirigió su mirada a los personajes de la historia mundial y de la mitología clásica, los cuales incluyó en un género nuevo, creado por ella misma -poema dramático, cuyo primer representante es Obsesa (Oderzhyma) (1901). Un lugar muy importante entre sus obras lo ocupan poemas dramáticos sobre el cautiverio de Babel, el cual se asemeja al yugo del Imperio Ruso sobre las tierras ucranianas (En las ruinas (Na ruyinah), El cautiverio de Babel (Vavilonsky polon), En la casa del trabajo -en el país del cautiverio (V domu roboty -v krayini nevoli), etc.)  Un significado simbólico de estas obras se puede observar en la poesía Y tú, Ucrania mía, has luchado alguna vez cual Israel (I ty kolys borolas, mov Israyil, Ukrayino moya), donde encontramos las siguientes líneas: "O, Dios, ¿cuánto tiempo más?//¿Cuánto tiempo más deambularemos por el país buscando el amado hogar en nuestras propias tierras?" Estas líneas son la clave para entender el tema del cautiverio como algo espiritual, puesto que la persona, en primer lugar, es la esclava de sus propios estereotipos y prejuicios. 
Las mismas pautas se siguen en el poema Casandra (1907), en el cual la escritora desarrolla una metáfora de la verdad trágica humana basada en el personaje de la protagonista. De un modo parecido, evoluciona el poema En catacumbas (U katakombah)(1905), donde se hace hincapié en el estado acomodado y pasivo de los intelectuales de la época. La verdadera vocación de los artistas no consiste en subordinarse y servir a los objetivos prácticos de su nación sino en crear con una libertad absoluta. Y si sucumben ante lo práctico, su castigo será la imposibilidad de seguir creando. La temática de esta vocación se hace aún más intensa en el ciclo de poesías Siete cuerdas (Sim strun) y en Fa (donde la autora, además, alega: ¡Oh, Fantasía, esta fuerza embrujada!).
Siguiendo con los mismos motivos, hemos de mencionar el poema dramático Rufino y Priscila, donde el personaje de una cristiana, personificación de la luz y de la pureza, se contrapone a la fuerza bruta del Imperio Romano. Por otro lado, el poema Boyarda (Boyárynya) presenta el tema de la libertad de una forma expresiva nueva. Aquí, la protagonista Oksana está buscando el significado de la auténtica libertad. No obstante, no la puede encontrar en calidad de una mujer subyugada por las tradiciones impuestas por la religión cristiana. 
El drama La Orgía retoma el fondo clásico en el que se desarrollan cuestiones fundamentales de la filosofía mediante un personaje llamado Anteo, que en sí es un contraste entre las figuras de Dionisio y Apolo. Entendiendo el significado del arte y su importancia para la historia, el cantante Anteo elige la muerte, que le traerá la inmortalidad. 
Por último, no podemos dejar en el tintero la obra maestra de la escritora, El canto del bosque (Lisova pisnya) (1911), la cúspide de toda su actividad literaria, que le ha elevado a las alturas artísticas nunca vistas hasta el momento. En esta obra se refleja el conflicto entre los aspectos de la vida cotidiana y los ideales absolutos de la humanidad. La protagonista del poema dramático Mavka no es solo un personaje poético de la mitología eslava sino también la personificación de la belleza absoluta y de la vida eterna. Gracias al amor entre Mavka y un chico humano se señala el contraste entre lo eterno (Mavka) y lo efímero (su amado) destacando, al mismo tiempo, la posibilidad de encajar nuestras vidas en la Madre-Naturaleza, tan bondadosa y terrorífica. 

### Narrativa
La prosa artística de Lesya Ukraínka disfruta de un lugar muy especial dentro del legado de la autora. Sus primeras novelas cortas, inspiradas en las canciones populares, versan sobre la vida de los campesinos (Éste es su destino (Taka yiyi dolya), La Noche Buena (Svyaty Vechir), Cantos de la primavera (Vesnyani Spivy)). Asimismo, la autora escribió varios cuentos (Tres perlas (Try perlyny), Cuatro cuentos del ruido verde (Chotyry kazky zelenogo shumu), La azucena (Leliya),  La mariposa (Metelyk)). Además, tiene una novela sin terminar debido a su muerte tan temprana (Ekbal Hanem), en la que la escritora había querido describir la psicología de una mujer árabe.

## Últimos años de vida

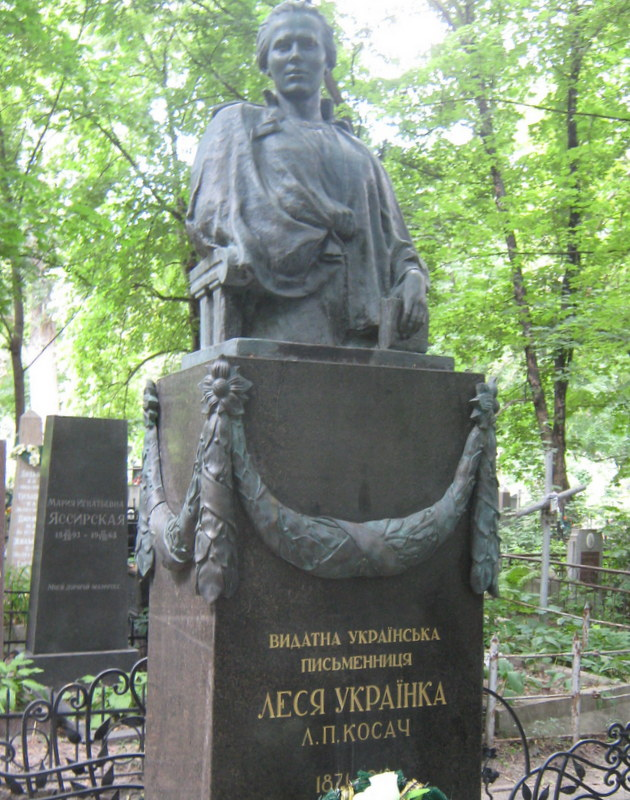
Lápida de Lesya Ukraínka en el Cementerio de Báikove en Kiev.

Pasó los últimos años de su vida viajando debido a su salud, puesto que la poetisa sufría de una enfermedad crónica e incurable para aquel entonces (tuberculosis óseo-articular). Esta patología se reveló a una edad muy temprana, con lo cual las dolencias habían acompañado a la poetisa durante toda su vida. A pesar de esto, supo tener una vida plena, crear, participar en varias actividades y casarse (aunque no pudo tener hijos). La fuerza de voluntad que mostró la escritora es un orgullo nacional, al igual que un modelo a seguir para todas las mujeres ucranianas.
Por lo tanto, Lesya Ukraínka tenía que abandonar de vez en cuando su amada Ucrania buscando climas más propicios (más secos) para su salud. Esto le llevó en los últimos años de su vida a visitar Egipto y el Cáucaso. Por aquel entonces, recogía, junto a su marido, el folclore de Ucrania y daba los últimos retoques a sus poemas dramáticos. Cuando su madre se enteró de que su hija pasaba por un momento muy crítico de salud, en seguida fue a visitarla a Georgia. Fue precisamente ella quien escribía bajo el dictado de su hija el último poema de Lesya (que ha quedado sin terminar) En las orillas de Alejandría (Na beregaj Aleksandríyi). Y cuando ya parecía que toda la esperanza se había esfumado y estaba condenada a permanecer en la cama sin poder hacer lo único que quería, la escritora lanzó su último grito tan lleno de vida y esperanza que todavía sigue vivo en las conciencias de sus compatriotas:
¡No, no moriré!
¡Y para siempre viviré!
Pues mi corazón alberga aquello
que ni la muerte ya podrá con ello.
La gran escritora murió en Surami (Georgia) en 1913 a los 42 años de edad y está enterrada en el Cementerio de Báikove en Kiev.

## Legado

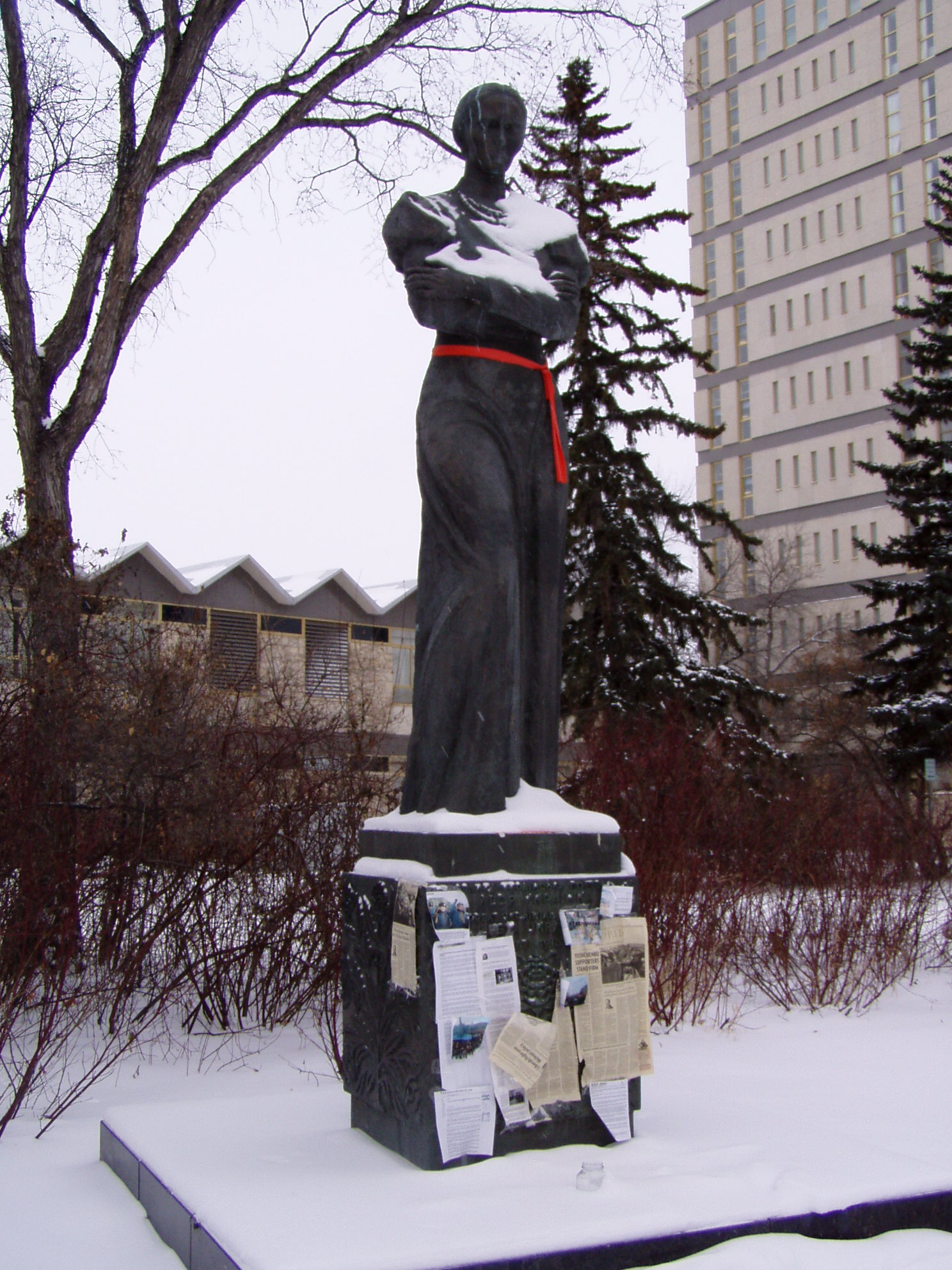
Estatua de Lesya Ukraínka, Universidad de Saskatchewan.

El legado de Lesya Ukraínka es inabarcable, puesto que la escritora es el símbolo de la valentía y fuerza de voluntad de todo el pueblo ucraniano. La poetisa ha demostrado tanto al Imperio ruso como al mundo entero que el ucraniano no es el idioma limitado al ámbito de los campesinos, sino que es una lengua para poesía y arte gracias a su gran melodía y riqueza léxica. Asimismo, ha entrado en la historia como una luchadora ferviente que más que nada apreciaba la libertad y se ha mostrado fiel en todo momento a su vocación poética. Nunca ha existido en toda la literatura nacional una persona con estas ganas de vivir, gracias a lo cual siempre permanecerá en la memoria del pueblo. De hecho, su imagen, la podemos encontrar en un sinfín de monumentos dedicados a la poetisa esparcidos por todo el país y parte del extranjero (por ejemplo, Canadá), al igual que su nombre se ha utilizado en un gran número de museos y calles. Sus obras han tenido muchísimas ediciones y se estudian en todas las instituciones educativas, siendo también un tema muy recurrente de las tesis doctorales y de estudios varios. 
Además, de acuerdo con el asesor de imagen Oleh Pokalchuk, la dos veces primera ministra de Ucrania, Yuliya Tymoshenko, se inspiró precisamente en Lesya Ukraínka para elaborar su característico peinado con una trenza alrededor de la parte superior de la cabeza.

### Utilización de su imagen

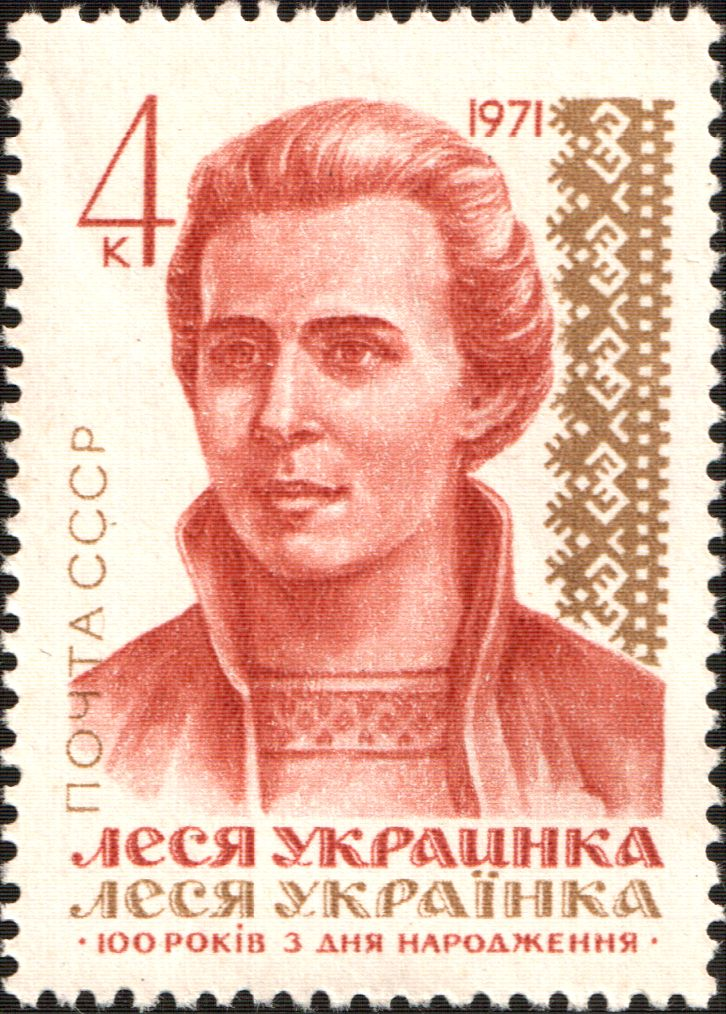
Sello de la Unión Soviética
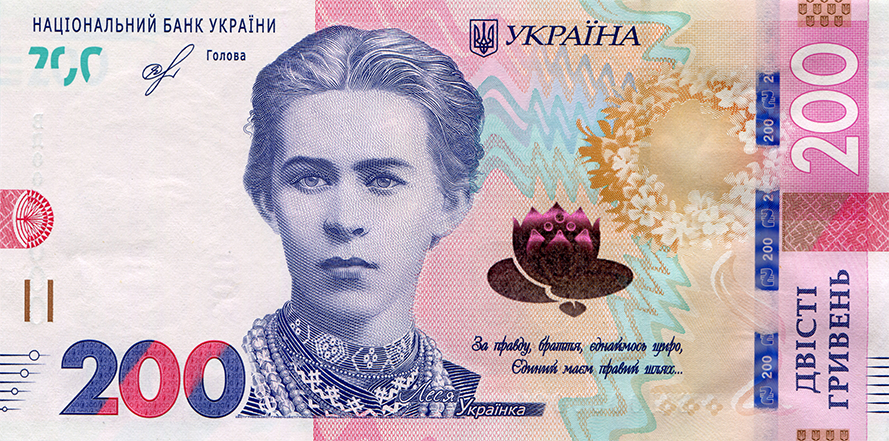
Billete de 2020 por valor de 200 grivnias
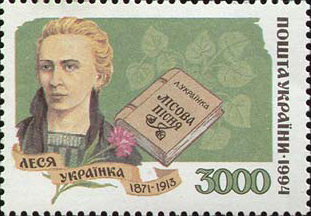
Sello de Ucrania

### Traducciones

#### Al ruso
- Леся Украинка. Собрание сочинений в 3-х тт. М. 1950. (Рецензія П. О. в Літ.-Наук. Збірнику УВАН, кн. 1. Нью-Йорк 1952)

#### Al inglés
- Spirit of Flame. A Collection of the Works of Lesya Ukrainka. Translated by Percival Cundy. Foreword by Clarence A. Manning. New York 1950.

#### Al español
- Esperanza. Poesías. Colección de poemas bilingüe ucraniano/español. Traducción del ucraniano de César Astor, Juan Borysiuk y José Santacreu. Prólogo de Arsén Ischuk. Kiev: Ed. Dnipró, 1971
- Dueño de piedra / Lesya Ukrainka in translations English, German, Spanish, French, Croatian, Portuguese, Italian / Ed. by N. Pasuniak. – Philadelphia, The commemorative committee to honor Lesia Ukrainka, 1988. – 320 p.
- Lesya Ukrainka, el alma de Ucrania. Traducción de José Andrés Alvaro Ocáriz. Desiréediciones, 2020. Primer libro que se escribe en España sobre esta autora.
- (Mavka) La canción del bosque de Lesya Ukrainka. Traducción de José Andrés Alvaro Ocáriz. Desiréediciones, 2023. Primera traducción al español de esta obra de Lesya Ukrainka.

### Adaptaciones teatrales de sus obras
- 1994 Canción del bosque de Yara dirigida por Virlana Tkacz con Grupo de Artes «Yara» en La MaMa Club de Teatro Experimental, Nueva York, y Teatro Les Kurbas, Leópolis
- 2013 Fuego Agua Noche también dirigida por Virlana Tkacz con Grupo de Artes «Yara» en La MaMa Club de Teatro Experimental